# Cap Canal
Cap Canal est une chaîne de télévision de service public consacrée à l'éducation et aux savoirs, créée en 1991.
Elle a été créée par la Ville de Lyon et est aujourd'hui diffusée sur le câble. D'autre part, Cap Canal se veut une chaîne de stock plus que de flux, c'est pourquoi son site internet propose un visionnage gratuit de l'ensemble des émissions qu'elle produit.
De 2006 à 2009, elle a été supervisée par le pédagogue Philippe Meirieu.
La chaîne cesse d'émettre en 2014.

## Historique
Créée en 1991 en partenariat avec l'Éducation Nationale, Cap Canal diffusait, jusqu'à la rentrée 2006, des programmes essentiellement centrés sur l'enseignement primaire. Ils étaient composés d'émissions à destination des élèves (Les Couleurs de l'orchestre, Les Enquêtes de la luciole...)  ou des adultes, enseignants, parents et éducateurs. Dans ce cadre, Philippe Meirieu présentait, depuis septembre 2005 et jusqu'à 2009, Cap Infos, une émission spécifiquement consacrée à la pédagogie. Il existe également une émission pour les familles, Allée de l'enfance, présentée par Aude Spilmont.
Depuis la rentrée 2006, Cap Canal s'intéresse à tous les âges de l'éducation et, produit en partenariat avec l'Université de Lyon, une émission consacrée aux savoirs universitaires, Cap Sup. Depuis 2008, la chaîne est également partenaire de l'AFPA pour produire une  émission sur la formation professionnelle tout au long de la vie : Chemins de réussites.
En janvier 2012, la Ville de Lyon délègue l'exploitation de la chaîne à la Société d'Économie Mixte Lyon TV Câble. 
Cap Canal concrétise alors un partenariat avec l'École Normale Supérieur de Lyon et l'Institut Français de l'Education qui deviennent coproducteurs des magazines dédiés à l'éducation : Cap Infos, Allée de l'enfance et Questions de parents.

## Diffusion
La diffusion est continue. La chaîne est disponible sur le câble sur le canal 97 (Dans le Rhône), sur le canal 400 (HDbox, Cablebox)ou 934 (Labox) en France.
Depuis la rentrée 2011, Cap Canal étend progressivement sa diffusion sur tout le territoire national.

## Émissions
- Cap Gones : Des contes, des documentaires et des petits bijoux de l’animation… pour éveiller le regard des plus jeunes à la richesse du monde.
- Cap Ados : Faire connaître la richesse et la diversité des productions audiovisuelles et créations artistiques des ados pour constituer un ensemble d’outils d’éducation à l’image.
- Cap Parents : Des points de repère pour les parents afin de comprendre et d’agir pour l’éducation de leurs enfants.
- Allée de l'enfance : Le magazine des parents qui s’interrogent.
- Cap Education : Parce que l’école est l’affaire de tous !
- Cap Infos : Le magazine de l’enseignement primaire et secondaire.
- Les magazines de l’éducation : Des réponses concrètes et documentées aux questions que se posent les éducateurs.
- Case doc : Des documentaires pour découvrir le monde et comprendre les grands enjeux de notre époque.
- Connaissance et savoir : Des documentaires, des reportages et des débats…. Pour une large diffusion des savoirs
- Cap Sup : Un magazine créé en partenariat avec les Universités pour rendre visible le travail des universitaires dans la cité.
- Les témoins de l’éducation : Une mémoire vivante de l’éducation.
- Insertion/Formation professionnelle : Pour aborder sérieusement les problématiques de la vie professionnelle.
- Cap Fictions : Le rendez-vous des grandes fictions historiques.
- Rétrovision : Retour sur l’histoire du cinéma mondial
- Spectacle vivants : Pour la promotion des arts vivants
- Séries de documentaires avec le personnage de Lucie la Luciole : films sur les sciences, l'environnement, ou encore l'histoire, pour les enfants à partir de 7 ans